# Psallus perrisi
Psallus perrisi is een wants uit de familie van de blindwantsen (Miridae). De soort werd het eerst wetenschappelijk beschreven door Mulsant en Rey in 1852.

## Uiterlijk
De langwerpig ovale wants is macropteer en kan 3 tot 4 mm lang worden. De kop, het halsschild, het scutellum en de voorvleugels zijn zwart of bruinzwart en het lichaam is bedekt met goudglanzende en zwarte haren. Het gebied rond het scutellumis soms lichter bruin, het grijs doorzichtige deel van de voorvleugels heeft witte aders. De pootjes hebben zwarte of bruine dijen en geelwitte schenen. De antennes zijn grotendeels geel, soms bruin, het begin van het eerste segment is bruin. Psallus perrisi lijkt zeer veel op Psallus wagneri. De vrouwtjes zijn niet van elkaar te onderscheiden, de mannetjes alleen op basis van genitaalpreparaten.

## Leefwijze
De soort legt eitjes aan het eind van het seizoen die na de winter uitkomen. De wants kent één generatie per jaar. De volwassen wantsen zijn van april tot augustus langs bosranden en in tuinen te vinden op wintereik (Quercus petraea) en zomereik (Quercus robur) waar ze kleine insecten eten en rupsjes van kleine motjes zoals bladrollers (Tortricidae).

## Leefgebied
In Nederland is de soort algemeen. Verder komt de wants voor in Europa tot het Midden-Oosten en de Kaukasus in Azië.